# 梁偉 (成化進士)
梁偉（1436年—？），字士奇，河南開封府睢州柘城縣人，軍籍，明朝政治人物。

## 生平
天順六年壬午科河南鄉試第十六名舉人。成化十七年（1481年）中式辛丑科會試第一百二名，三甲第八十八名進士。授秀水縣知縣。

## 家族
曾祖梁興；祖父梁濟川；父梁安，縣丞。母嫡母閻氏；繼母鄭氏；生母陳氏。慈侍下。